# Pastrana, Leyte

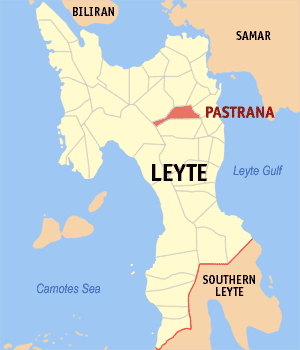
Bản đồ Leyte với vị trí của Pastrana

Pastrana là một đô thị hạng 5 ở tỉnh Leyte, Philippines. Theo điều tra dân số năm 2000 của Philipin, đô thị này có dân số 14.351 người trong 2.805 hộ.

## Các đơn vị hành chính
Pastrana được chia ra 29 barangay.
| - Arabunog - Aringit - Bahay - Cabaohan - Calsadahay - Cancaraja - Caninoan - Capilla - Colawen - Dumarag - Guindapunan - Halaba - Jones - Lanawan - Lima | - Macalpiay - Malitbogay - Manaybanay - Maricum - Patong - District 1 - District 2 - District 3 - District 4 - Sapsap - Socsocon - Tingib - Yapad - Lourdes |